# Béke utca (Kiskunfélegyháza)
A Béke utca Kiskunfélegyháza egy rövid utcája, a Szegedi utat köti össze a Kalmár József utcával.
Területének kiosztása már 1888-ban felvetődött, de a területet csak 1912-ben parcellázták ki munkásházak céljára. A munkásházak építésének ügye sokáig elhúzódott, a kérelmezők adataival közgyűlési iratokban már 1910-ben lehet találkozni, de az építési munkálatok csak 1913-ban kezdődtek, és csak az 1920-as évek végére fejeződött be.
Első hivatalos neve Baross utca volt, Baross Gáborról (1848-1892) nevezték el. A városi tanács 1952-ben nevét Béke utcára változtatta.
Az utca rövid, kertvárosi jellegű. Megközelítése a Szegedi út felől egyirányúsított utcák miatt csak az Irányi utca felől lehetséges, az utca torkolatát ugyanis az 1990-es években épített benzinkút foglalja el.